# خنجشت
خُنْجِشْت، روستای از توابع بخش مرکزی شهرستان اقلید در استان فارس ایران است. مردم این روستای نسبتا بزرگ تشکیل شده از خنگشتی ها و طایفه کردشولی می‌باشد  که در گذشته نسبتا نزدیک سرستیز و درگیری باهم داشته‌اند. قومیت‌های این روستا همانند سایر مناطق کشور که دارای آداب و رسوم متفاوتی است، از نظر قومی با یکدیگر متفاوت بوده و تعصبات قبیلگی خاص خود را دارا هستند. مالک عمده اراضی این روستا و توابع آن در دوران حاکمیت پهلوی عطاخان ستوده کردشولی، فرزندان و برادرانش بوده اند که پس از فروپاشی حکومت پهلوی و اصلاحات ارضی دوران جمهوری اسلامی، زمین‌های آن تحت نظر هیئت‌های محلی به اهالی روستا و توابع واگذار گردید.این روستا با دارا بودن یک امام زاده، یکی از جاذبه‌های توریستی شهرستان اقلید و شمال فارس محسوب می‌شود.
حدود و مشخصات: شمال کوه‌های مشکان و دلونظر و کوه سیب، باختر دهستان شهرمیان (جلگه ٔ تهران)، جنوب ارتفاعات احمدآباد و کوه لاله گون، خاور دهستان قنقری علیا. این دهستان در جنوب بخش مرکزی شهریتان اقلید واقع است و سابقاً رودخانه ٔ شادکام از وسط آن جاری و به‌ دریاچه ٔ کوچک کافتر می‌ریخته ولی امروزه هم رودخانه شادکام و هم دریاچه کافتر خشک شده‌اند. هوای آن معتدل مایل به‌ سردی و آب مشروب و زراعتی در گذشته از چشمه سارها و قنوات تأمین می گردید ولی امروزه عمدتاً از منابع زیرزمینی تامین می‌شود. محصولات آن غلات، حبوبات و سبزی ،صیفی‌جات می‌باشد. شغل اهالی، زراعت، دامپروری و صنوف مرتبط است . این دهستان از 8 آبادی تشکیل شده و نفوس در حدود ۲۵۰۰ تن و قراء مهم آن عبارتند از: خنجشت که مرکز دهستان است ، نظام آباد، علی آباد، کافتر و حسین آباد، چشمه‌رعنا، سه‌قلات، امیر‌آباد (قلعه کربلایی خسرو).
در شمال و شمال باختری دهستان طایفه ٔ شش بلوکی از ایل قشقائی و باصری از ایل خمسه و در اطراف قریه ٔ خنگشت طایفه ٔ کردشولی  ییلاق می کنند، گروهی از اهالی طایفه چهار‌راهی در زمان گذشته پس از خروج از طائفه خود به این روستا نقل مکان کرده و به طائفه کردشولی پیوسته‌اند که امروزه نیز برخی بازماندگان آن‌ها در این روستا ساکن‌اند.